# Wilmslow
Wilmslow är en stad och en civil parish i grevskapet Cheshire i England. Staden tillhör enhetskommunen Cheshire East. Ortens folkmängd uppgick till 35 945 invånare 2011, på en yta av 13,44 km².